# Контактне плавлення
Контактне плавлення — це плавлення кристалічних речовин, що нагріваються при контакті одне з одним, при температурі нижчій ніж температура плавлення кожної з цих речовин температурі. Евтектичне плавлення є, власне кажучи, контактним плавленням, температури цих процесів (контактного та евтектичного плавлення), як правило, однакові. 
Хоча ефект контактного плавлення не пов'язаний з певним співвідношенням мас кристалів, що знаходяться в контакті, повний перехід у рідкий стан при постійній температурі відбувається тільки при евтектичному співвідношенні їхніх мас. Якщо маса одного з кристалів виходить за межі такого співвідношення, то надлишкова кількість цієї речовини не переходить у розплав, та залишається нерозплавленою.
Контактне плавлення спостерігається й у системах з необмеженою взаємною розчинністю компонентів у твердому стані, якщо вони утворюють діаграму стану типу "подвійної сигари з мінімумом". Однак у цьому випадку механізм контактного плавлення принципово відрізняється від механізму контактного плавлення компонентів з обмеженою розчинністю у твердому стані та утворюють евтектичну систему.